# Holmsjön (Björna socken, Ångermanland)
Holmsjön är en sjö i Örnsköldsviks kommun i Ångermanland och ingår i Gideälvens huvudavrinningsområde. Sjön har en area på 0,0789 kvadratkilometer och ligger 241,1 meter över havet. Sjön avvattnas av vattendraget Stavarsjöbäcken.

## Delavrinningsområde
Holmsjön ingår i det delavrinningsområde (709349-162242) som SMHI kallar för Mynnar i Flärken. Medelhöjden är 295 meter över havet och ytan är 27,97 kvadratkilometer. Räknas de 14 avrinningsområdena uppströms in blir den ackumulerade arean 120,06 kvadratkilometer. Stavarsjöbäcken som avvattnar avrinningsområdet har biflödesordning 3, vilket innebär att vattnet flödar genom totalt 3 vattendrag innan det når havet efter 103 kilometer. Avrinningsområdet består mestadels av skog (77 procent) och sankmarker (17 procent). Avrinningsområdet har 0,14 kvadratkilometer vattenytor vilket ger det en sjöprocent på 0,5 procent.